# Gianfranco Borrelli

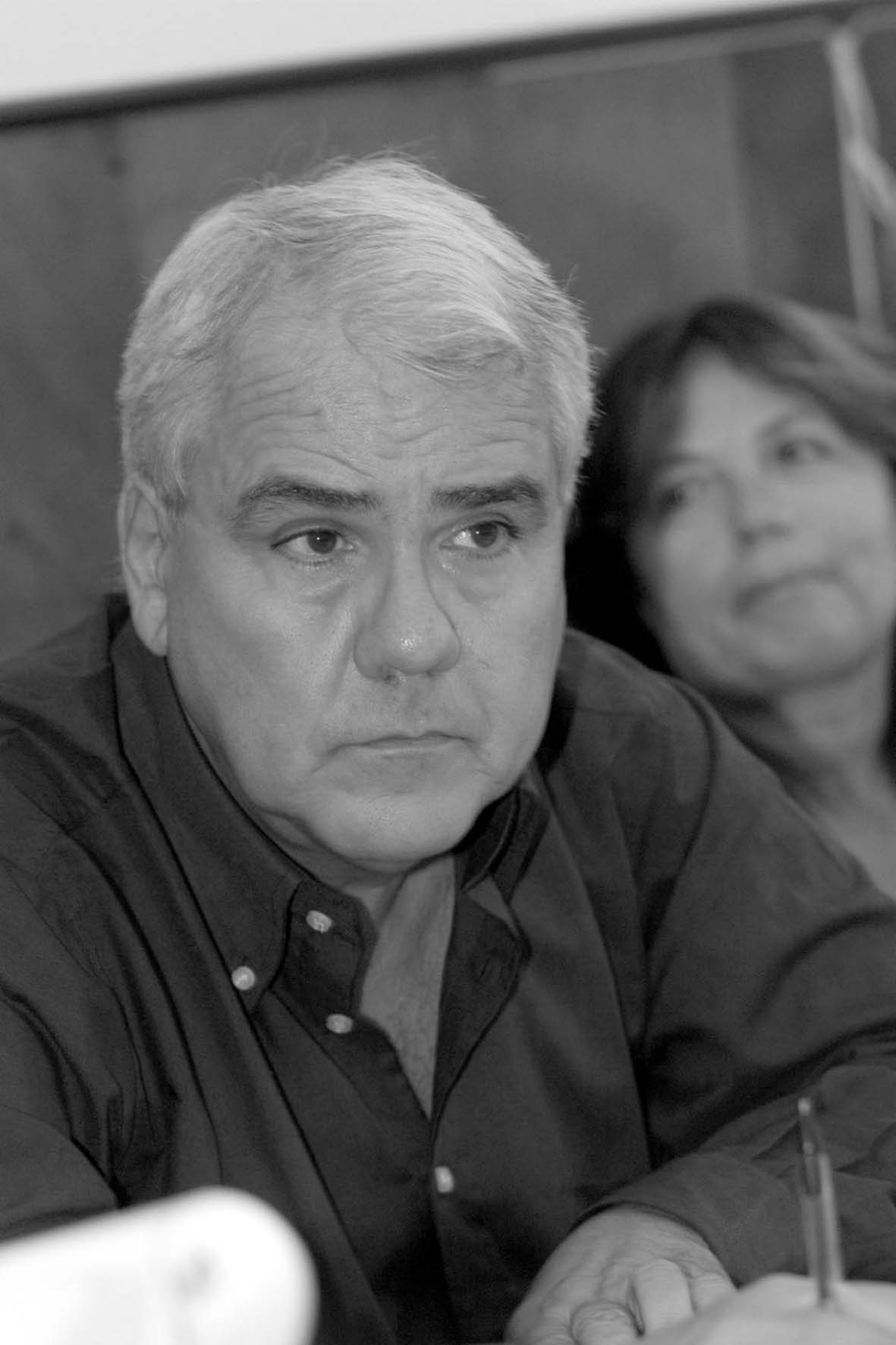
Foto ritratto di Gianfranco Borrelli.

Gianfranco Borrelli (all'anagrafe Francesco) (Napoli, 28 agosto 1947) è un politologo italiano che si occupa di storia delle dottrine politiche e di filosofia politica. È uno dei massimi esperti del pensiero politico italiano tra Cinquecento e Seicento, in particolare della tradizione politica che da Machiavelli porta agli autori ed ai testi della "ragion di Stato".

## Biografia

### Formazione e incarichi accademici
Nel 1969 Borrelli si laurea in Filosofia con una tesi sul tema «Prassi e ideologia in Karl Marx» (relatore: prof. Cleto Carbonara). Nel 1973 è nominato assistente ordinario presso la cattedra di Storia della Filosofia della "Facoltà di Lettere e Filosofia" dell'Università degli Studi di Napoli "Federico II". Nel 1978 è professore incaricato dell'insegnamento di "Storia del pensiero politico moderno e contemporaneo" presso la Facoltà di Lettere e Filosofia dell'Università degli Studi della Calabria (dove insegna fino al febbraio 1983). Nel 1982 è vincitore del concorso a professore associato (decorrenza dal 1 agosto 1980); nomina a professore associato in "Storia delle Istituzioni sociali e politiche" presso la Facoltà di Lettere e Filosofia dell'Università "Federico II" di Napoli (fino al 31 ottobre 1989). Dal 2001 è professore ordinario di Storia delle dottrine politiche sempre presso l'Università degli Studi di Napoli "Federico II".

## Biografia intellettuale
La prima formazione intellettuale riceve l’impronta del contributo teorico di Amadeo Bordiga, favorita dall’assidua frequentazione del fondatore del Partito comunista d’Italia da parte del padre Gennaro; da giovane, è impegnato a Napoli nei movimenti politici di fine anni Sessanta: contribuisce a dar vita alla Sinistra Universitaria, l’organizzazione che guiderà la contestazione studentesca nell’ateneo napoletano (1967); partecipa alla fondazione del Centro Lenin di Napoli-Salerno-Caserta ed aderisce in seguito all’esperienza politica di Lotta continua (fino al 1976). Il primo impegno di studio è rivolto all’indagine sulle modalità espositive della dialettica hegeliana e marxista, in particolare sulle nozioni di forma valore e di concetto di capitale in generale, mentre uno saggio è dedicato al pensiero di Thomas Hodgskin.
Dal 2001, in qualità di professore ordinario di Storia delle Dottrine Politiche presso il Dipartimento di Studi Umanistici, ha svolto un’intensa attività di ricerca sui temi del pensiero politico moderno e contemporaneo, aderendo dapprima ai criteri interpretativi della teoria marxista e, in seguito, utilizzando e rielaborando sul piano storiografico il contributo epistemologico di Michel Foucault.
Negli ultimi anni di studio, l’interesse è rivolto all’indagine della nozione di desiderio, nei percorsi della psicoanalisi e dell’antropologia filosofica, come ispiratrice della costituzione di soggettivazioni differenti, analizzata pure in riferimento al problema della produzione innovativa di dispositivi governamentali.

## Il pensiero
Il lavoro principale e sistematico della ricerca, svolta con attività ormai pluridecennale, ha riguardato la genesi del pensiero politico occidentale, centrato su autori e scritture del laboratorio italiano del tardo Rinascimento, sulle teorie della ragion di Stato e sul pensiero politico di Thomas Hobbes. Ha pure offerto contributi molteplici sulle trasformazioni del sistema democratico occidentale, sulle teorie della post-democrazia e della democrazia partecipativa, dedicando particolare attenzione alle semantiche della categoria politica di governance. 

## Opere principali
- Teoria del valore e crisi sociale. Sul concetto di capitale in generale, Napoli 1975.
- Thomas Hodgskin. Crisi, soggetto e forma della produzione teorica, in «Belfagor», XXXIV/1979, pp. 263-283.
- Semantica del tempo e teoria politica in Thomas Hobbes, in «Il Pensiero Politico», XV/1982, 3, pp. 491-513.
- Tecniche di simulazione e conservazione politica in Gerolamo Cardano e Alberico Gentili, in «Annali dell’Istituto italo-germanico in Trento», XII/1986, pp. 87-124.
- Tra Cardano e Hobbes. Il pensiero politico di Charron, in AA.VV., La saggezza moderna. Temi e problemi dell’opera di Pierre Charron, Napoli 1987, pp. 305-321.
- “Ratio status” e “Leviathan”: prudenza, saggezza e disciplina nella formazione della moderna categoria di sovranità, in Thomas Hobbes. Le ragioni del moderno tra teologia e politica, cura degli Atti del convegno internazionale (Anacapri, 24-27 settembre 1988), Napoli 1990, pp. 147-164.
- Raison d’Etat et loi civile: le nouvel ordre du Léviathan, in Le Pouvoir e le Droit. Hobbes et les fondements de la Loi, a cura di L. Roux e F. Tricaud, Publications de l’Université de Saint-Étienne 1992, pp. 129-139.
- Sapienza, prudenza e obbedienza nel paradigma conservativo di Botero, in Botero e la ‘Ragion di Stato’, Atti del convegno in memoria di Luigi Firpo (Torino 8-10 marzo 1990), a cura di A.E. Baldini, Firenze 1992, pp. 91-103.
- Ragion di Stato e Leviatano. Conservazione e scambio alle origini della modernità politica, Bologna 1993.
- Ragion di stato, l'arte italiana della prudenza politica, catalogo della mostra bibliografica, Istituto Italiano per gli Studi Filosofici, Napoli 1994.
- Aristotelismo e ragion di Stato in Italia, in Aristotelismo politico e ragion di Stato, Atti del convegno internazionale, a cura di A.E. Baldini, Firenze 1995, pp. 181-199.
- Prudence, Folly and Melancholy in the Thought of Thomas Hobbes, in «Hobbes Studies», IX /1996, pp. 88-97.
- Obligation juridique et obéissance politique : les temps de la discipline moderne pour Jean Bodin, Giovanni Botero et Thomas Hobbes, in Politique, droit et théologie chez Bodin, Grotius et Hobbes, sous la direction de L. Foisneau, Paris 1997, pp. 11-25.
- “Non far novità”. Alle radici della cultura italiana della conservazione politica, Napoli 2000.
- Il progetto di Ottavio Sammarco: Machiavelli, Guicciardini e la politica aristocratica, in Machiavelli e la cultura politica del meridione d’Italia, cura del volume collettaneo, Napoli 2001, pp. 36-47.
- Concetto di popolo e rappresentazione di soggetti nelle scritture politiche italiane del Seicento, in «Ricerche storiche», XXXII/2002, nn. 2-3, pp. 376-398.
- Tra governance e guerre: i dispositivi della modernizzazione politica alla prova della mondializzazione, in Governance, cura del volume collettaneo, Napoli 2004, pp. 3-27.
- Oltre i percorsi di sovranità: il paradigma moderno della conservazione politica, in Sui concetti giuridici e politici della costituzione d’Europa, a cura di S. Chignola-G. Duso, Milano 2005, pp. 303-324.
- Napoli oltre. Il senso possibile di possibili innovazioni, in Aporie napoletane. Sei posizioni filosofiche, Napoli 2006, pp. 39-66.
- La democrazia di governance tra crisi di legittimazione e dispositivi d’emergenza, in Governance: oltre lo Stato?, a cura di G. Fiaschi, Soveria-Mannelli (CZ)  2008, pp. 61-82.
- Il lato oscuro del Leviathan. Hobbes contro Machiavelli, Napoli 2009 (trad. francese, Le côtè obscure du Leviathan. Hobbes contre Machiavelli, Paris 2015)
- Emergenze democratiche. Ragion di Stato, governance, gouvernamentalité, con A. Arienzo, Napoli 2012.
- Transformations gouvernamentales et excèdences démocratiques: l’énigme de l’innovation politique à l’époque de la mondialisation, in Démocratie, état critique, a cura di Y. C. Zarka, Paris 2012, pp. 79-100.
- Tracce del Machiavelli epicureo: tra ‘vivere politico’ e ‘ripigliar lo stato’, in La filosofia politica di Machiavelli, a cura di Giulio M. Chiodi e R. Gatti, Milano 2014, pp. 33-58.
- Per una democrazia del comune. Processi di soggettivazione e trasformazioni governamentali all’epoca della mondializzazione, in Dalla rivoluzione alla democrazia del comune. Lavoro, singolarità, desiderio, cura con A. Arienzo, Napoli 2015.
- Machiavelli, ragion di Stato, polizia cristiana. Genealogie 1, Napoli 2017.
- Politiche del desiderio: da Machiavelli a Foucault, in «I castelli di Yale online», VI, 1/2018, pp. 79-109.
- Il Sessantotto a Napoli: un’occasione perduta, in Il Sessantotto a Napoli. Con un’antologia di testi del Movimento Studentesco napoletano, a cura di G. Borrelli, V. Dini e A. Gargano, Napoli 2018, pp. 13-68.
- Introduzione a Ragion di Stato e ragioni della Chiesa, cura con L. Coccoli, Napoli 2019, pp. 15-33.
- Repubblica, ragion di Stato, democrazia cristiana. Genealogie 2, Napoli 2023.
- En Italie, la raison d’État cache un désastre institutionnel et constitutionnel, in «Cités», numero dedicato a Secrets et raison d’État aujourd’hui, 94/2023, pp. 107-129.